# James Henry Carleton
James Henry Carleton (Lubec, 27 dicembre 1814 – San Antonio, 7 gennaio 1873) è stato un generale statunitense.

## Biografia
Fu ufficiale nella Union Army (le forze armate terrestri dell'Unione, o Nord) durante la guerra di secessione americana. Carleton fu un noto cacciatore di indiani del sudovest degli stati Uniti.
Prese parte a varie battaglie come la celebre guerra messico-statunitense svoltasi tra il 1846 e il 1848.
Fu inoltre autore di vari libri di genere militare come: The Battle of Buena Vista (1848), Diary of an Excursion to the Ruins of Abo, Quarra, the Grand Quivira in New Mexico in 1853 (1855) e The Prairie Log Books (uscito postumo nel 1944)